# Lactistomyia hyalina
Lactistomyia hyalina är en tvåvingeart som beskrevs av Mario Bezzi 1909. Lactistomyia hyalina ingår i släktet Lactistomyia och familjen puckeldansflugor. Inga underarter finns listade i Catalogue of Life.